# Dvärgflickslända
Dvärgflickslända (Nehalennia speciosa) är en art i insektsordningen trollsländor som tillhör familjen dammflicksländor. 

## Kännetecken
Både hanen och honan är blå med svarta teckningar. Vingbredden är omkring 28 till 30 millimeter och bakkroppens längd är 19 till 22 millimeter. Det är en av de minsta trollsländorna i Europa och också en av de sällsyntaste.

## Utbredning
Dvärgflicksländan finns i Europa, från Tyskland och norra Italien österut till Ryssland och Ukraina. Den finns också i delar av nordöstra Asien, som Japan. I Sverige har den påträffats i södra Skåne och i Mälardalen.  Den är landskapstrollslända för Uppland. Inventeringar har dock visat att dess antal har minskat de senaste årtiondena. Detta kan bero på habitatförlust, eftersom stora areal av de våtmarker där den tidigare fanns har förändrats till jordbruksmarker genom utdikning, eller planterats med skog. Dvärgflicksländan listades som försvunnen från landet i Artdatabankens rödlista 2005, men i 2010 års rödlista ändrades artens hotstatus till starkt hotad. IUNC klassar den som missgynnad.

## Levnadssätt
Dvärgflicksländans habitat är våtmarker med riklig vegetation. Inför parningen utför hanen och honan en guppande flykt omkring varandra. Efter parningen lägger honan äggen ensam, i stjälkarna på vattenväxter. Utvecklingstiden från ägg till imago är inte säkert känd, men fullbildade dvärgflicksländor flyger från juni till mitten av juli. 